# Maria Pałuchowska
Maria Magdalena Pałuchowska (ur. 19 maja 1951 w Inowrocławiu) – polska działaczka samorządowa i inżynier, w latach 1987–1989 wiceprezydent, a w latach 1989–1990 prezydent Żor.

## Życiorys
Ukończyła szkołę podstawową i liceum w rodzinnym Inowrocławiu, w 1973 została absolwentką Wydziału Mechanicznego Technologicznego Politechniki Śląskiej. Pracowała następnie jako asystent projektanta w Zakładzie Studiów i Projektów „Progor” w Katowicach i Kombinacie Budownictwa Mieszkaniowego PW „Fadom” w Żorach, a od 1980 jako pełnomocnik ds. inwestycji w Spółdzielni Mieszkaniowej w Żorach. Od 1 października 1987 była wiceprezydentem Żor. 18 października 1989 objęła stanowisko tymczasowego prezydenta miasta po dymisji Grzegorza Utraty, zatwierdzona na nim 13 lutego 1990. 13 czerwca 1990 zrezygnowała z tej funkcji. W kolejnych latach pracowała w żorskiej spółdzielni mieszkaniowej na stanowisku wiceprezes. Wieloletnia działaczka Towarzystwa Miłośników Miasta Żory, w 2015 została prezesem tej organizacji. Kandydowała do żorskiej rady miejskiej w 2018 z ramienia KWW Żorskie Porozumienie i Waldemar Socha.
Od 1976 zamężna z Andrzejem Pałuchowskim, wieloletnim pracownikiem żorskiego urzędu miejskiego i kandydatem na prezydenta miasta w 2006. Od 1977 zamieszkała w Żorach.